# Matthew Grevers
Matthew Grevers (conocido como Matt Grevers; Lake Forest, 26 de marzo de 1985) es un deportista estadounidense que compite en natación, especialista en el estilo espalda.
Participó en dos Juegos Olímpicos de Verano, obteniendo en total seis medallas: tres en Pekín 2008, oro en 4 × 100 m libre y 4 × 100 m estilos y plata en 100 m espalda, y tres en Londres 2012, oro en 100 m espalda y 4 × 100 m estilos y plata en 4 × 100 m libre.
Ganó nueve medallas en el Campeonato Mundial de Natación entre los años 2009 y 2017, nueve medallas en el Campeonato Mundial de Natación en Piscina Corta entre los años 2006 y 2014, y dos medallas en el Campeonato Pan-Pacífico de Natación de 2014.

## Palmarés internacional
| Juegos Olímpicos                    | Juegos Olímpicos       | Juegos Olímpicos  | Juegos Olímpicos        |
| Año                                 | Lugar                  | Medalla           | Prueba                  |
| ----------------------------------- | ---------------------- | ----------------- | ----------------------- |
| 2008                                | Pekín (China)          | Medalla de oro    | 4 × 100 m libre         |
| 2008                                | Pekín (China)          | Medalla de oro    | 4 × 100 m estilos       |
| 2008                                | Pekín (China)          | Medalla de plata  | 100 m espalda           |
| 2012                                | Londres (Reino Unido)  | Medalla de oro    | 100 m espalda           |
| 2012                                | Londres (Reino Unido)  | Medalla de oro    | 4 × 100 m estilos       |
| 2012                                | Londres (Reino Unido)  | Medalla de plata  | 4 × 100 m libre         |
| Campeonato Mundial                  |                        |                   |                         |
| Año                                 | Lugar                  | Medalla           | Prueba                  |
| 2009                                | Roma (Italia)          | Medalla de oro    | 4 × 100 m libre         |
| 2013                                | Barcelona (España)     | Medalla de oro    | 100 m espalda           |
| 2013                                | Barcelona (España)     | Medalla de plata  | 50 m espalda            |
| 2015                                | Kazán (Rusia)          | Medalla de plata  | 50 m espalda            |
| 2015                                | Kazán (Rusia)          | Medalla de bronce | 100 m espalda           |
| 2017                                | Budapest (Hungría)     | Medalla de oro    | 4 × 100 m estilos       |
| 2017                                | Budapest (Hungría)     | Medalla de oro    | 4 × 100 m estilos mixto |
| 2017                                | Budapest (Hungría)     | Medalla de plata  | 100 m espalda           |
| 2017                                | Budapest (Hungría)     | Medalla de bronce | 50 m espalda            |
| Campeonato Mundial en Piscina Corta |                        |                   |                         |
| Año                                 | Lugar                  | Medalla           | Prueba                  |
| 2006                                | Shanghái (China)       | Medalla de bronce | 4 × 100 m libre         |
| 2012                                | Estambul (Turquía)     | Medalla de oro    | 100 m espalda           |
| 2012                                | Estambul (Turquía)     | Medalla de oro    | 4 × 100 m libre         |
| 2012                                | Estambul (Turquía)     | Medalla de oro    | 4 × 100 m estilos       |
| 2012                                | Estambul (Turquía)     | Medalla de plata  | 50 m espalda            |
| 2014                                | Doha (Catar)           | Medalla de oro    | 4 × 50 m libre mixto    |
| 2014                                | Doha (Catar)           | Medalla de plata  | 4 × 100 m estilos       |
| 2014                                | Doha (Catar)           | Medalla de bronce | 100 m espalda           |
| 2014                                | Doha (Catar)           | Medalla de bronce | 4 × 100 m libre         |
| Campeonato Pan-Pacífico             |                        |                   |                         |
| Año                                 | Lugar                  | Medalla           | Prueba                  |
| 2014                                | Gold Coast (Australia) | Medalla de oro    | 4 × 100 m estilos       |
| 2014                                | Gold Coast (Australia) | Medalla de plata  | 100 m espalda           |